# Ronald Orr
Ronald Orr Gunion (* 6. August 1876 in Bartonholm; † 21. März 1924 in Kilwinning) war ein schottischer Fußballspieler. Als Halbstürmer gewann er mit Newcastle United in den Jahren 1905 und 1907 zwei englische Meisterschaften und stand 1906 im Endspiel des FA Cups. Zwischen 1908 und 1912 absolvierte er danach 112 Pflichtspiele für den FC Liverpool.

## Sportlicher Werdegang
Orr wurde in der schottischen Grafschaft Ayrshire geboren und fiel zunächst als talentierter Fußballer beim heimischen Klub Kilwinning Eglinton auf, bevor er über den Umweg Glossop North End in England dann ab 1898 für den schottischen Erstligisten FC St. Mirren auflief. Auf der Position des Halbstürmers empfahl er sich mit elf Toren in 33 Spielen der Saison 1900/01 für einen Wechsel zum damaligen englischen Spitzenklub Newcastle United, der ihn letztlich im Mai 1901 verpflichtete.
Gleich bei seinem Heimdebüt gegen den FC Stoke (4:1) traf der mit knapp 1 Meter 66 vergleichsweise kleine Neuzugang zweimal und Orr machte sich im weiteren Verlauf seiner Newcastle-Laufbahn mit 13 „Doppelpacks“ einen Namen. Dazu schoss er Ende Oktober 1901 vier Tore zum 8:0-Kantersieg gegen Notts County. Ebenfalls zweimal gewann er in den Jahren 1905 und 1907 die englische Meisterschaft. Die Chance auf ein Double verpasste Newcastle 1905 durch eine 0:2-Pokalniederlage im Finale gegen Aston Villa, bei dem Orr zudem nicht berücksichtigt worden war. Zwei Jahre später versuchte sich Newcastle ein weiteres Mal in einem FA-Cup-Finale, verlor aber auch dieses (nun mit Orrs Beteiligung) mit 0:1 gegen den FC Everton. Orr hatte zuvor vier Tore in sieben Pokalspielen geschossen. Zu Beginn seines sportlichen Aufstiegs in Newcastle hatte er zudem zwei A-Länderspiele für Schottland bestritten. In den beiden Partien gegen England blieb er jedoch sowohl im Mai 1902 (mit 2:2) – an der Seite seiner Newcastle-Kollegen Andy Aitken und Bob McColl – als auch im April 1904 im heimischen Celtic Park (0:1) sieglos.
Anfang April 1908 wechselte Orr für eine Ablösesumme von 350 Pfund zum Ligakonkurrenten FC Liverpool. Schnell fügte er sich in der neuen Umgebung ein und nach dem ersten Treffer bei der 1:5-Niederlage gegen Aston Villa, erzielte er vier weitere Tore in den verbleibenden sechs Partien der Saison 1907/08. Im Jahr darauf avancierte er mit 20 Treffern zum besten Torjäger des FC Liverpool (acht Tore mehr als der diesbezüglich zweitbeste Mannschaftskamerad Joe Hewitt) und war maßgeblich für den knappen Klassenerhalt verantwortlich. Im vorletzten Spiel gegen den FC Bury (2:2) sorgte er ebenso für die beiden Tore, wie in der letzten Partie für das entscheidende 1:0 in der 87. Minute gegen sein bereits als Meister feststehendes Ex-Team aus Newcastle. Da Liverpool in der Spielzeit 1909/10 kollektiv besser aufgestellt war, gewann die Mannschaft die Vizemeisterschaft, wenngleich Orr nur noch fünf Ligatore in 31 Spielen beitrug. Noch gut ein Jahr behielt er seinen Stammplatz, bevor er sich am 16. September 1911 im Merseyside Derby eine Bänderverletzung im rechten Bein zuzog. Zwar kehrte er sechs Wochen später vorerst in die Mannschaft zurück, aber nach einem letzten Auftritt Mitte Dezember 1911 gegen Sheffield United ging seine Zeit im Januar 1912 in Liverpool zu Ende. Letzte Stationen waren zunächst in der schottischen Heimat die Raith Rovers und danach in der Newcastler Gegend der FC South Shields. Er verstarb im Alter von 47 Jahren in seiner schottischen Heimat.

## Titel/Auszeichnungen
- Englischer Fußballmeister (2): 1905, 1907